# Оксудеркові
Оксудеркові (Oxudercidae) — родина риб ряду бичкоподібних (Gobiiformes). Родина містить переважно дрібнорозмірні види, але є відносно великі за розмірами, як-от види з родів Gobioides або Periophthalmodon, що сягають понад 30 см завдовжки. Деякі види є об'єктами акваріумістики, як-от представники роду Брахігобіус (Brachygobius).
Родина містить 86 родів із біля 600 видами. Багато видів живуть у прісних водах, а також у заболочених місцинах, в тому числі здатні існувати без води кілька днів. Родина містить так званих мулистих стрибунів, які мають очі на верху голови на довгих стебликах, і здатні пересуватись суходолом.

## Підродини
Родина містить чотири підродини:
- Amblyopinae Günther, 1861[3]
- Gobionellinae Bleeker, 1874[4]
- Стрибунові (Oxudercinae) Günther, 1861[5]
- Sicydiinae T.N. Gill, 1860[6]